# Municipio de Kvareli
El municipio de Kvareli (georgiano: ყვარლის მუნიციპალიტეტი) es un municipio georgiano perteneciente a la región de Kajetia. Su capital es la villa de Kvareli.

## Demografía

Ubicación de Kvareli en Georgia

En 2002 tenía una población de 37 658 habitantes, de los cuales el 91,1% eran kartvelianos, el 5% avares y el 2,02% osetios. En 2014 bajó la población a 29 827 habitantes, de los cuales el 93,84% eran kartvelianos, el 3,26% avares y el 1,21% osetios.

## Subdivisiones
El municipio comprende, además de la villa de Kvareli (7739 habitantes en 2014), las siguientes unidades administrativas rurales:
| Comunidad      | Pueblos | Habitantes (2014) |
| -------------- | ------- | ----------------- |
| Ajalsopeli     | 5       | 4980              |
| Balghodschiani | 1       | 719               |
| Enisseli       | 1       | 1424              |
| Gawasi         | 1       | 2945              |
| Gremi          | 3       | 1196              |
| Kutschatani    | 3       | 1726              |
| Mtisdsiri      | 1       | 723               |
| Sabue          | 2       | 1728              |
| Schilda        | 1       | 3927              |
| Tschikaani     | 3       | 2720              |

## Patrimonio
- Nekresi
- Fortaleza Gremi